# 於人村站
於人村站是GO運輸位於加拿大安大略省萬錦市的一個火車和巴士總站 。 該站位於斯托夫維爾線上，407號高速公路快速巴士亦經過該站，該巴士路線系列向西行駛至多倫多地鐵407號公路站，向北行駛至Mount Joy站，向東則行駛至奧沙華站。

## 連接巴士路線

### GO運輸
- 52 東407公路（奧沙華 - 407號公路巴士總站）（只限週末）
- 54 東407號公路（奧沙華 - 407號公路巴士總站）（支線平日）
- 56 東407號公路（奧克維爾站–奧沙華站）（只限平日）
- 56A 407 走廊（一號廣場 - 奧沙華站）（平日快车）
- 71 斯托夫維爾（斯托夫維爾線不營運時的鐵路替代巴士服務）

### 約克區交通局
- 8 堅尼地道
- 紫色快線 （位於大學大道）